# 荻曽根 (新潟市)
荻曽根（おぎそね）は、新潟県新潟市江南区の町字。現行行政地名は荻曽根一丁目から荻曽根五丁目と大字荻曽根。住居表示は一丁目から五丁目が実施済み区域、大字が未実施区域。郵便番号は950-0154。

## 概要
1889年（明治22年）から現在の大字。および1982年（昭和57年）から現在の町名。信濃川水系小阿賀野川下流域右岸、亀田排水路左岸に位置する。
もとは江戸時代から1889年（明治22年）まであった荻曽根新田の区域の一部で、地名の由来は荻の生い茂った荒作の耕地であったことによる。

### 隣接する町字
北から東回り順に、以下の町字と隣接する。
- 亀田四ッ興野
- 船戸山
- 元町
- 茅野山
- 泉町

## 地域

### 大字
1889年（明治22年）から現在の大字。1921年（大正10年）は荻曽根新田と称した。一部が1970年（昭和45年）に中島1丁目から4丁目、1982年（昭和57年）に荻曽根1丁目から5丁目、五月町1丁目から3丁目、四ッ興野1丁目から5丁目、鵜ノ子1丁目から5丁目となる。

### 町丁
1982年（昭和57年）から現在の町名。1丁目から5丁目がある。もとは荻曽根、貝塚、泥潟、船戸山の各一部。

## 歴史
開発は1637年（寛永14年）。

### 分立した町字
1889年（明治22年）以後に、以下の町字が分立。
五月町（さつきちょう）
1982年（昭和57年）に分立した町字。
亀田四ッ興野（かめだよつごうや）
1982年（昭和57年）に分立した町字。

### 年表
- 1889年（明治22年）4月1日 : 合併により亀田町の大字となる。当初は荻曽根新田と称した。
- 1921年（大正10年） : 荻曽根に改称する。
- 2005年（平成17年）3月21日 : 合併により新潟市の大字となる。
- 2007年（平成19年）4月1日 : 新潟市の政令指定都市移行により、江南区の大字となる。

## 世帯数と人口
2018年（平成30年）1月31日現在の世帯数と人口は以下の通りである。
| 丁目         | 世帯数  | 人口    |
| ------------ | ------- | ------- |
| 荻曽根一丁目 | 127世帯 | 311人   |
| 荻曽根二丁目 | 73世帯  | 210人   |
| 荻曽根三丁目 | 70世帯  | 197人   |
| 荻曽根四丁目 | 43世帯  | 102人   |
| 荻曽根五丁目 | 115世帯 | 288人   |
| 計           | 428世帯 | 1,108人 |

## 小・中学校の学区
市立小・中学校に通う場合、学区は以下の通りとなる。
| 大字・丁目   | 番地 | 小学校               | 中学校               |
| ------------ | --- | -------------------- | -------------------- |
| 荻曽根       | 全域 | 新潟市立亀田西小学校 | 新潟市立亀田西中学校 |
| 荻曽根一丁目 | 全域 | 新潟市立亀田西小学校 | 新潟市立亀田西中学校 |
| 荻曽根二丁目 | 全域 | 新潟市立亀田西小学校 | 新潟市立亀田西中学校 |
| 荻曽根三丁目 | 全域 | 新潟市立亀田西小学校 | 新潟市立亀田西中学校 |
| 荻曽根四丁目 | 全域 | 新潟市立亀田西小学校 | 新潟市立亀田西中学校 |
| 荻曽根五丁目 | 1番、2番1～8号・50号 2番63号～70号・72号 3番11〜12号 3番14〜15号・34号 4番16号・19〜20号 4番24～28号・34号 4番53号・57号                                       | 新潟市立亀田西小学校 | 新潟市立亀田西中学校 |
| 荻曽根五丁目 | 2番10～15号・17〜18号・21号 2番23〜24号・26〜27号 2番29号・35号・37号・39号 2番41号・46～48号・55号 4番5～10号・12号・32号 4番36〜37号・40～41号 4番45号・48号 | 新潟市立早通小学校   | 新潟市立亀田西中学校 |

## 交通
- 新潟県道220号白根亀田線